# シングリッシュ
シングリッシュ（英: Singlish）とは、シンガポールで話されている訛りが強い英語、特にシンガポール国民が日常生活で話している英語である。「シングリッシュ」は「シンガポールの英語」を意味する英語「Singaporean English」に由来する。シングリッシュはイギリス英語と中国語が混じったシンガポールの方言である。ピジン言語の一つと分類される。

## 概要
シンガポールではマレー語が国語であり、公用語として英語（イギリス英語）・中国語・タミル語が用いられている。しかし、マレー語・中国語・タミル語は、シンガポール人の中でもそれぞれの民族しか話せないことが多く、学校での第二言語教育でも一つのみが教えられることが多い。そのため、国民相互（異なる民族間）でコミュニケーションをとるために、英語が広く日常生活で用いられている。また、国会の討論や行政が発行する文章も英語で作成されることが多く、英語は国語ではないものの最も普及した言語としての地位を確立している。
複数の言語が共存しているため、様々な言語の訛りが融合している。シンガポール政府は、このシンガポール独特の訛りの排除に取り組んでおり、放送では中国語方言と同様に使用が禁止されている。シンガポールの歌手ディック・リーの曲も、シングリッシュを含んでいるということから放送禁止になっている。しかし、シングリッシュの基準は程度の問題であり、アメリカ合衆国、カナダ、イギリス、オーストラリア、ニュージーランドの英語を母語とする国の間でも、発音の違いや使用する単語の違いがあり、シンガポールの有力ニュースチャンネル「チャンネルニュースアジア」のレポーターの話す英語も、これらとは異なるアクセント・発音をする。
シンガポールで使われている英語は、元々イギリス英語であるが、近年はアメリカ合衆国の小説やテレビ番組などの影響で、アメリカ英語も使われるようになっている（例：crisps ではなく chips、football ではなく soccer、など）。

## 特徴
シングリッシュはイギリス英語・マレー語・タミル語に加え出身者が多い福建語、さらにテレビなどの影響によるアメリカ英語、オーストラリア英語の単語・文法構成に影響されているところが多いと言える。地理的にも近いマレーシアのマングリッシュにも近いともいわれる。
主な特徴として、以下のようなものがある。
- 文の語尾につけられて強調を表す「lah」「leh」（日本語でいう「～だよ」「～さ」のようなニュアンス）や、疑問文の語尾につけられる「meh?」（日本語でいう「～か?」のようなもの）
- 付加疑問文は、文末に「right?」をつけるだけ。「don't you?」「didn't he?」などは複雑で使わない
- 主語やbe動詞の省略（No good lah. など）
- 過去形・現在形・未来形の時制による語尾が変化せず、現在形に統一されている（例：「今日のラクサは売れ切れた。明日なら大丈夫ですよ。」＝Today, Laksa is already gone. Tomorrow can.）
- 単語を極端に短く言う、最終子音が極端に弱い、または発音されない（car park（）、steak（））
- 「th」の発音が「t」と同じになる。実質的な h の黙字化。（例：数の3「three」と木「tree」は同じ発音）
- 強調のために単語を繰り返す（例：「できますよ!」＝Can-can!、「考えに考えに、考え抜いた」＝Ting, ting and ting. … ting は think と同義）
- 「中国語のようだ」と言われることの多い独特なアクセント。特に福建語など、南方方言の影響を受けている。
- 福建語・マレー語など他言語からの借語（例：「散歩する」＝jalan-jalan、「おばさん」＝tai-tai、「かわいい女性」＝chio bu、「馬鹿」＝siao、「食べる、食事」＝makan、「あちゃー」＝Alamak など）

このような標準英語との違いは、シンガポールがマレー人や中国人（華僑）を中心とした多くの文化圏、民族が混在している国家であることが原因と考えられる。

## 正しい英語を話す運動
シンガポール政府は「シングリッシュ」に対して否定的であり、正しい英語を話すことを国民に求めている。大学には、シングリッシュ矯正講座もある。2000年4月には「正しい英語を話す運動」を開始した。